# Caleb Strong
Caleb Strong, född 9 januari 1745 i Northampton, Massachusetts Bay-provinsen, död 7 november 1819 i Northampton, Massachusetts, var en amerikansk politiker. Han var ledamot av USA:s senat 1789–1796 och Massachusetts guvernör 1800–1807 samt 1812–1816. Han var federalist och motståndare till 1812 års krig.
Strong studerade vid Harvard och praktiserade som advokat i Northampton. Han blev 1780 invald i kontinentalkongressen men tog aldrig sin plats där. Strong valdes till konstitutionskonventet i Philadelphia 1787, men var tvungen att återvända från konventet på grund av hustruns sjukdom innan USA:s konstitution blev färdig. Strong stödde senare i Massachusetts ratificeringen av det färdiga dokumentet.
Strong blev 1789 invald i den första kongressen. Han representerade Massachusetts i USA:s senat fram till år 1796. År 1800 tillträdde han för första gången som guvernör och efterträddes 1807 i det ämbetet av James Sullivan. År 1812 efterträdde han sedan Elbridge Gerry som guvernör och efterträddes 1816 av John Brooks.
Strongs grav finns på Bridge Street Cemetery i hemstaden Northampton. Kommunen Strong i nuvarande Maine fick år 1801 sitt namn efter Caleb Strong. Maine var en del av Massachusetts då Strong var guvernör i delstaten. Orten som år 1801 fick status som kommun hade tidigare varit känd under namnet Readstown.